# 马塞尔·罗什卡
马塞尔·罗什卡（羅馬尼亞語：Marcel Roșca，1943年10月18日—），罗马尼亚男子射击运动员。他曾代表罗马尼亚参加1964年和1968年夏季奥林匹克运动会射击比赛，获得一枚银牌。